# التعبير عن المصالح
التعبير عن المصالح هو طريقة يعبر من خلالها أعضاء جمعية ما عن مطالبهم أمام نظام الحكم. ويمكن أن تتراوح هذه الطريقة ما بين الاتصال الشخصي بالمسؤولين الحكوميين إلى إنشاء جماعة مصالح (مثل اتحاد النقابات العمالية والجمعيات المهنية والجماعات الدينية) التي تعمل على تحقيق مصالح جماعات أكبر من الأشخاص. يمكن أن يحدث التعبير عن المصالح آثارًا مختلفة في مختلف أنواع الحكومات ويمكن أن يضم كلا من الأنشطة القانونية (أي : جماعات الضغط، والتظاهر السلمي والمكالمات الهاتفية وإرسال خطابات إلى صانعي السياسيات) والأنشطة غير القانونية (مثل الاغتيال وأعمال الشغب). يؤدي التعبير عن المصالح إلى تجمع المصالح.
إن أنواع جماعات المصالح حسب تعريف غابريل ألموند هي:
الجماعات العفويةوهي عمومًا الجماعات العفوية التي تصدر ردًا جماعيًا تجاه إخفاق معين
؛جماعات لا ارتباطية:وهي جماعات نادرة التنظيم الجيد وتعتمد أنشطتها على المشكلة الآنية. وتختلف تلك الجماعات عن الجماعات العفوية من حيث أنها تكون دومًا مشابهة لبعضها البعض ولها هوية مشتركة.
؛جماعات مؤسسية: وهي في الغالب جماعات رسمية تقوم بوظيفة سياسية أو اجتماعية أخرى بالإضافة إلى المصالح الخاصة.
؛جماعات ارتباطية: وهي تتشكل بشكل واضح لتمثل مشكلة تخص جماعة معينة.

## كتابات أخرى
- Gabriel Almond (مارس 1958). "Interest Groups in the Political Process". American Political Science Review. ج. 52 ع. 1. (also published in Comparative Politics, pp. 128&ndash;156, ed. Macridis and Brown)